# Santa Fe (Sinaloa)
Santa Fe es una localidad que se encuentra en la sindicatura de Villa Ángel Flores, en el estado de Sinaloa. Su código postal es el 80347. Cuenta con unos mil habitantes.
Su principal actividad económica es la agricultura, cultivándose grano y legumbres para exportación. Tiene un jardín de infancia y una escuela primaria, la Ignacio Ramírez.
- Datos: Q6120425